# Pilumnus maccullochi
Pilumnus maccullochi is een krabbensoort uit de familie van de Pilumnidae. De wetenschappelijke naam van de soort is voor het eerst geldig gepubliceerd in 1931 door Montgomery.